# Coppa del Portogallo 1985-1986 (hockey su pista)
La Coppa del Portogallo 1985-1986 è stata la 13ª edizione della principale coppa nazionale portoghese di hockey su pista. La competizione ha avuto luogo dal 12 ottobre al 16 novembre 1985. Il trofeo è stato conquistato dal Porto per la terza volta nella sua storia superando in finale il Benfica.

## Risultati

### Quarti di finale
| Squadra 1             | Totale | Squadra 2   | Andata | Ritorno |
| --------------------- | ------ | ----------- | ------ | ------- |
| Vitória Barcelinhos   | 6 - 25 | Benfica     | 4 - 11 | 2 - 14  |
| Juventude Azeitonense | 8 - 13 | Barcelos    | 4 - 3  | 4 - 10  |
| Porto                 | 9 - 3  | Sanjoanense | 4 - 0  | 5 - 3   |
| Parede                | 14 - 8 | Sporting CP | 2 - 1  | 12 - 7  |

### Semifinali
| Squadra 1 | Totale | Squadra 2 | Andata | Ritorno |
| --------- | ------ | --------- | ------ | ------- |
| Parede    | 7 - 22 | Benfica   | 3 - 7  | 4 - 15  |
| Porto     | 11 - 3 | Barcelos  | 5 - 0  | 6 - 3   |

### Finale
| Squadra 1 | Totale | Squadra 2 | Andata | Ritorno |
| --------- | ------ | --------- | ------ | ------- |
| Porto     | 12 - 6 | Benfica   | 6 - 3  | 6 - 3   |

| Porto 9 novembre 1985 Finale di andata | Porto | 6 – 3 | Benfica |  |

| Lisbona 16 novembre 1985 Finale di ritorno | Benfica | 3 – 6 | Porto |  |